# トゥーダーンホット
トゥーダーンホット（英:Too Darn Hot）は、イギリスの競走馬および種牡馬。
2歳時の2018年にソラリオステークス、シャンペンステークスおよびデューハーストステークスを制し、同世代のヨーロッパの競走馬の中で最も高い評価を受け、カルティエ賞最優秀2歳牡馬に選出。3歳時の2019年は脚部不安の影響でダービー戦線はおろかギニー戦線からも取り残され勝ちきれないレースが続いたが、夏に入りジャンプラ賞とサセックスステークスの2つの短距離GIを連勝。しかしその直後に脚部の骨折が判明して引退。
主戦騎手はランフランコ・デットーリで、すべてのレースに騎乗した。

## デビューまで
トゥーダーンホットは2016年3月27日、ウォーターシップダウンスタッドで生まれる。ウォーターシップダウンスタッドは劇作家のアンドルー・ロイド・ウェバー卿が1991年に競走馬事業に乗り出した際に創設された牧場で、「牝馬のみ自己所有、牡馬は売却」を基本スタンスとしており、このスタンスに則ればトゥーダーンホットも他の馬主に売却されるはずであったが、幼駒時に負傷し獣医による検査でもそのことが懸念材料とされて買い手を見つける可能性が低いことが見込まれ、スタンスの例外としてウェバー卿自身が所有することになった。
のち、ウェバー卿の所有馬の主要な預託先でもある、サフォーク州ニューマーケットのクレアヘイヴン調教場に厩舎を構えるジョン・ゴスデンのもとに送られ、調教を受けることとなる。

## 戦績

### 2歳 (2018年)
2018年8月9日サンダウン競馬場の未勝利戦でデビュー、2着馬に7馬身もの差をつけ圧勝する。2戦目のソラリオステークスでは、好位追走から残り2ハロンあたりで仕掛けると後続馬に4馬身差をつけ連勝する。デットーリもレース後に「今回は多くの経験を積み重ねた。彼はこの先多くの選択肢を持っており、彼は特別な馬だ」と絶賛した。二週間後の9月15日、3戦目となるシャンペンステークスは中団待機から直線で鮮やかに抜け出して快勝し、3連勝とした。
10月13日のデューハーストステークスは中団からレースを進め直線で鋭く脚を伸ばすと、最後はアドヴァータイズに2馬身3/4差をつけて快勝、G1レース初制覇を果たした。なおゴスデン師、デットーリともに意外なことにこれがデューハーストステークス初制覇となった。30年目にデューハーストステークス初制覇のデットーリは「最初の3つの楽なレースとは違い、今回は揉まれてスムーズな競馬ではなかったが、そこでターボがかかった。彼は自分が過去乗ってきた馬に負けぬスピードを持っており、脚の回転がとても速い」「驚くべき馬だ」とレースを振り返った。
この4戦4勝が評価され、2018年のカルティエ賞最優秀2歳牡馬部門を獲得。また、同世代のレーティングでもクオルトに5ポンド差をつける126ポンドを与えられ、これは過去のフランケル、ドリームアヘッドに並ぶ高評価であり、特にフランケルとは多くの類似性を指摘されるほどであった。

### 3歳 (2019年)
2019年初戦は当初、4月19日のクレイヴンステークスから始動して本命視されていた英2000ギニーへと向かうローテーションが組まれていたが、最終追い切りを行った後に管骨瘤が見つかり軽い運動しかできなかったため、ゴスデン師はクレイヴンステークスを回避して英2000ギニーに直接向かうことを明らかにする。その後は脚部の状態回復に努め、9日間の間に大部を改善させたものの本番に向けた調教を積むには時間が足りず、最終的には英2000ギニーも回避せざるを得なかった。
仕切り直しとなる復帰戦は、5月16日ヨーク競馬場のダンテステークスとなった。ダンテステークスでは依然としてダービーへの最有力馬であり続けており、ゴスデン師もダービーに向けた試金石のレースとして見立て、レースでは4番手を進み最後の直線ではいったん逃げたテレキャスターを捉えたものの最終的には逃げ切りを許し2着、初の黒星敗戦となってしまった。レース後のインタビューで、ゴスデン師は「スタミナに問題があった」として12ハロンのダービーを回避し、ロイヤルアスコット開催に行われるマイルのセントジェームズパレスステークスへ向かうことも発表された。その後、セントジェームズパレスステークスまでの間が空いていることからフラストレーションを発散させることも兼ねて愛2000ギニーへの参戦を決める。愛2000ギニーは英2000ギニー馬マグナグレシアと人気を分け合ったが、伏兵フェニックスオブスペインに3馬身突き放され、またも2着に終わる。目標のセントジェームズパレスステークスでも、サーカスマキシマスの前に3着に終わった。
次なるレースとして7月7日ドーヴィル競馬場のジャンプラ賞を選択したが、これはゴスデン師の「今まで間違ったことをしてきた。7ハロンが向いていれば」という考えに基づくもので、同時にシャンペンステークスやデューハーストステークスでのレースぶりを重ねて「持ち味を生かす時が来た」という考えもあった。レースは決して強敵ぞろいというわけではなかったが、2着スペースブルースに3馬身差をつけて久しぶりの勝ち星を挙げた。久々の勝利にデットーリも「彼はスピードに恵まれており、次いで距離も伸ばそうとしたがかなわなかった。アイルランドの馬場は早すぎてアスコットは逆に厳しかったので、今日は本来の脚を見せることができた。この勝利が彼に自信を与えるであろう」と舌を巻いた。
ジャンプラ賞で復活の白星を挙げたのち、7月31日グッドウッド競馬場のサセックスステークスで初めて古馬と対戦することとなり、サーカスマキシマム、フェニックスオブスペインとの再戦のほか、当年のクイーンアンステークスの覇者ロードグリッターズ、前年の同レースの覇者アクシデンタルエージェント、イスパーン賞勝ち馬ザビールプリンスといったマイル戦線の古馬と相対することとなり、レースでは包まれて不利になる場面もあったものの、直線では先に逃げ馬を捕まえて先頭に立ったサーカスマキシマスに並びかけ、最後はたたき合いを制して半馬身差サーカスマキシマスを下した。デットーリから「彼は適切なGIの勲章を手に入れた」と称えられ、この時点では2019年の最終目標はブリーダーズカップ・マイルであり、この2019年限りで現役を引退することがゴスデン師ほか関係者から示唆されていた。
ところがレースから5日後の8月5日、レントゲン撮影の結果、右後肢管骨に亀裂骨折があることが見つかり引退が発表された。サセックスステークスのレース中に骨折したとみられ、ニューマーケットの診療所で緊急手術を受け無事乗り切り、2020年からはダルハムホールスタッドで種牡馬生活を始めることとなった。

## 競走成績
以下の内容は、Racing Post、Sky Sports Horse Racing、Timeformの情報に基づく。
| 出走日     | 競馬場           | 競走名                           | 格   | 距離（馬場） | 着順 | 騎手         | 斤量（st./kg換算） | タイム  | 着差      | 1着（2着）馬         | レース出典 | 映像   |
| ---------- | ---------------- | -------------------------------- | ---- | ------------ | ---- | ------------ | ------------------ | ------- | --------- | -------------------- | ---------- | ------ |
| 2018.08.19 | サンダウン       | 未勝利                           |      | 芝8f (GS)    | 1着  | L.デットーリ | 9-5（59.5）        | 1:46.96 | 7馬身     | （Rowland Ward）     | [ 33 ]     |        |
| 0000.09.01 | サンダウン       | ソラリオステークス               | GIII | 芝7f (Gd)    | 1着  | L.デットーリ | 9-1（57.5）        | 1:28.51 | 4馬身     | （Atthur Kitt)       | [ 34 ]     |        |
| 0000.09.15 | ドンカスター     | シャンペンステークス             | GII  | 芝7f (Gd)    | 1着  | L.デットーリ | 9-0（57）          | 1:23.92 | 1 3/4馬身 | （Phoenix of Spain） | [ 35 ]     | [ 36 ] |
| 0000.10.13 | ニューマーケット | デューハーストステークス         | GI   | 芝7f (GF)    | 1着  | L.デットーリ | 9-0（57）          | 1:24.35 | 2 3/4馬身 | （Advertise）        | [ 37 ]     | [ 38 ] |
| 2019.05.16 | ヨーク           | ダンテステークス                 | GII  | 芝10.3f (GF) | 2着  | L.デットーリ | 9-0（57）          |         | （1馬身） | Telecaster           | [ 39 ]     | [ 40 ] |
| 0000.05.25 | カラ             | 愛2000ギニー                     | GI   | 芝8f (GF)    | 2着  | L.デットーリ | 9-0（57）          |         | （3馬身） | Phoenix of Spain     | [ 41 ]     | [ 42 ] |
| 0000.06.18 | アスコット       | セントジェームズパレスステークス | GI   | 芝8f (Gd)    | 3着  | L.デットーリ | 9-0（57）          |         | （1馬身） | Circus Maximus       | [ 43 ]     | [ 44 ] |
| 0000.07.07 | ドーヴィル       | ジャンプラ賞                     | GI   | 芝7f (Sft)   | 1着  | L.デットーリ | 9-2（58）          | 1:21.29 | 3馬身     | （Space Blues）      | [ 45 ]     | [ 46 ] |
| 0000.07.31 | グッドウッド     | サセックスステークス             | GI   | 芝8f (Gd)    | 1着  | L.デットーリ | 9-0（57）          | 1:38.57 | 1/2馬身   | （Circus Maximus）   | [ 47 ]     | [ 48 ] |

- 馬場状態： Fm=Firm, GF=Good to Firm, Gd=Good, GS=Good to Soft, Y=Yielding, Sft=Soft, Hy=Heavy
- 着差：dht=dead heat（同着）, nse=nose（ハナ）, shd=short head（短頭）, hd=head（アタマ）, nk=neck（クビ）, l=length（馬身）, dist=distance（大差）

## 種牡馬時代
2020年からイギリスのダルハムホールスタッドで種牡馬入りする。初年度の種付け料は50000ポンド。また同年よりオーストラリアでもシャトル種牡馬として供用されることになった。

### 主な産駒
- 2021年産
  - Fallen Angel / フォールンエンジェル - 2023年モイグレアスタッドステークス、2024年愛1000ギニー、2025年ロートシルト賞
  - Broadsiding / ブロードサイディング - 2024年シャンペンステークス、J.J.アトキンス、ゴールデンローズステークス、2025年ローズヒルギニー
  - エトヴプレ - 2024年フィリーズレビュー
- 2022年産
  - Hotazhell / ホッタズヘル - 2024年フューチュリティトロフィー
  - Tornado Alert / トルネードアラート - 2025年ダルマイヤー大賞

## 血統表
| トゥーダーンホットの血統 | トゥーダーンホットの血統                                                   | トゥーダーンホットの血統                                                   | （血統表の出典）                                                           | （血統表の出典） |
| 父系                     | ミスタープロスペクター系                                                   | ミスタープロスペクター系                                                   | ミスタープロスペクター系                                                   | [ § 2 ]          |
| 父 Dubawi 2002           | 父の父Dubai Millennium 1996                                                | Seeking the Gold                                                           | Mr. Prospector                                                             | Mr. Prospector   |
| 父 Dubawi 2002           | 父の父Dubai Millennium 1996                                                | Seeking the Gold                                                           | Con Game                                                                   |                  |
| 父 Dubawi 2002           | 父の父Dubai Millennium 1996                                                | Colorado Dancer                                                            | Shareef Dancer                                                             | Shareef Dancer   |
| 父 Dubawi 2002           | 父の父Dubai Millennium 1996                                                | Colorado Dancer                                                            | Fall Aspen                                                                 |                  |
| 父 Dubawi 2002           | 父の母Zomaradah 1995                                                       | Deploy                                                                     | Shirley Heights                                                            | Shirley Heights  |
| 父 Dubawi 2002           | 父の母Zomaradah 1995                                                       | Deploy                                                                     | Slightly Dangerous                                                         |                  |
| 父 Dubawi 2002           | 父の母Zomaradah 1995                                                       | Jawaher                                                                    | Dancing Brave                                                              | Dancing Brave    |
| 父 Dubawi 2002           | 父の母Zomaradah 1995                                                       | Jawaher                                                                    | High Tern                                                                  |                  |
| 母 Dar Re Mi 2005        | 母の父Singspiel 1992                                                       | In The Wings                                                               | Sadler's Wells                                                             | Sadler's Wells   |
| 母 Dar Re Mi 2005        | 母の父Singspiel 1992                                                       | In The Wings                                                               | High Hawk                                                                  |                  |
| 母 Dar Re Mi 2005        | 母の父Singspiel 1992                                                       | Glorious Song                                                              | Halo                                                                       | Halo             |
| 母 Dar Re Mi 2005        | 母の父Singspiel 1992                                                       | Glorious Song                                                              | Ballade                                                                    |                  |
| 母 Dar Re Mi 2005        | 母の母Darara 1983                                                          | Top Ville                                                                  | High Top                                                                   | High Top         |
| 母 Dar Re Mi 2005        | 母の母Darara 1983                                                          | Top Ville                                                                  | Sega Ville                                                                 |                  |
| 母 Dar Re Mi 2005        | 母の母Darara 1983                                                          | Delsy                                                                      | Abdos                                                                      | Abdos            |
| 母 Dar Re Mi 2005        | 母の母Darara 1983                                                          | Delsy                                                                      | Kelty                                                                      |                  |
| 母系(F-No.)              | 13号族(FN:13-c)                                                            | 13号族(FN:13-c)                                                            | 13号族(FN:13-c)                                                            | [ § 3 ]          |
| 5代内の近親交配          | Shirley Heights 4×5=9.38%、Northern Dancer 5×5=6.25%、Sunbittern 5×5=6.25% | Shirley Heights 4×5=9.38%、Northern Dancer 5×5=6.25%、Sunbittern 5×5=6.25% | Shirley Heights 4×5=9.38%、Northern Dancer 5×5=6.25%、Sunbittern 5×5=6.25% | [ § 4 ]          |
| 出典                     | 1. 2. 3. 4.                                                                | 1. 2. 3. 4.                                                                | 1. 2. 3. 4.                                                                | 1. 2. 3. 4.      |

父・ドバウィは愛2000ギニーとジャックルマロワ賞を制したマイラーであり、種牡馬としてもモンテロッソやナイトオブサンダーなどを送り出す成績を挙げている。一方、母・ダーレミはドバイシーマクラシックやヨークシャーオークスなどを制する活躍を見せて繁殖入りしており、これまでにも二度ドバウィと交配して10ハロン前後で活躍したソーミダー、12ハロンのGIで善戦を重ねセントレジャーでも2着に入り2018年の凱旋門賞の惑星とも見られていたラーティダーの2頭の全姉を輩出している。カタールレーシングに350万ギニーで購買された全弟のほか全妹もいる。祖母・ダララは1986年ヴェルメイユ賞の勝ち馬で、その半兄に1984年ジョッケクルブ賞の勝ち馬で種牡馬としても活躍したダルシャーンがいる。